# Ashley Johnson
Ashley Johnson (Camarillo, California; 9 de agosto de 1983) es una actriz y cantante estadounidense, conocida por interpretar a Chrissy Seaver en la serie de televisión Growing Pains y por su papel de Ellie en el videojuego The Last of Us. Interpretó a la agente especial Patterson Leung en la serie Blindspot y forma parte del reparto en Critical Role.

## Biografía
Es la hija menor de Nancy Spruiell Johnson, productora de cine independiente y Clifford Johnson, el hijo de Evelyn Taft, concertista de piano y capitán de una embarcación de exploración, quien murió de cáncer de pulmón e hígado en julio de 2000. También tiene un hermano mayor, Chris, que trabajó en la serie de televisión El Distrito, y una hermana mayor, Haylie Johnson, que también es actriz y cantante, con la que ha formado una banda.
Cuando tenía nueve días de edad, la familia Johnson se asentó en el pueblo de Franklin (Míchigan), uno de los suburbios más poblados de Detroit, debido al traslado laboral del señor Johnson. Ashley se graduó de la escuela secundaria a los 15 años.

## Carrera
Ha tenido una prolífica carrera a una edad temprana, actuó en la película Lionheart como la sobrina de Lyon (Jean Claude Van Damme) y antes de haber cumplido los veintiún años de edad ya había formado parte de los elencos de ocho series de televisión. Su carrera empezó a los seis años, cuando desempeñó el papel de Chrissy Seaver en la serie de televisión Growing Pains de 1990 a 1992, durante las sexta y séptima temporadas: ella y el entonces poco conocido actor Leonardo DiCaprio fueron los principales personajes que se añadieron a la serie antes de su cancelación. Ashley también apareció en la comedia de 1994 All American Girl, que duró sólo una temporada, y fue la hija de Mel Gibson en la comedia de 2000 What Women Want. En 2008 se convirtió en habitual en la serie Dirt como Sharlee Cates, una estrella cuyo personaje se basa en la cantante pop Britney Spears. En 2009, actuó en "Omega", el capítulo final de la serie de Joss Whedon Dollhouse. También actuó en el piloto de la serie, "Echo". En 2015 actuó en la serie "Blindspot" dándole vida a la agente Patterson 
También es actriz de doblaje, puso voz a Gretchen Grundler en la serie animada de Disney Recess, a Terra en la serie de dibujos animados Teen Titans durante la segunda y quinta temporada; y también a Jinmay en Super Escuadrón Ciber Monos Hiperfuerza ¡Ya!, Gwen Tennyson en Ben 10: Fuerza Alienígena, Tulip y Lake en Infinity Train y a Ellie en el famoso videojuego The Last of Us junto a su secuela. Así cómo en Minecraft: Story Mode, con el personaje de "Petra".

## Vida personal
Asistió a la Escuela Internacional de Música, donde cursó los estudios de violín y piano; también toca la guitarra y chelo. Cuando no actúa o se dedica a los estudios musicales, Johnson codirige la empresa de fotografía Infinity Pictures con su amiga, la asistente de producción Mila Shah. Le encanta el snowboard y el surf, su padre la enseñó a navegar y es una ávida tiradora.
De mayo de 2016 a julio de 2019 interpretó a la Agente Especial William Patterson en la serie de televisión de NBC Blindspot.

## Créditos

### Cine
| Año  | Título                     | Papel                   | Notas        |
| ---- | -------------------------- | ----------------------- | ------------ |
| 1990 | Lionheart                  | Nicole Gaultier         |              |
| 1995 | Nine Months                | Shannon Dwyer           |              |
| 1995 | Annie: A Royal Adventure!  | Annie                   |              |
| 1998 | Dancer, Texas Pop. 81      | Josie Hemphill          |              |
| 1999 | Marionette                 |                         |              |
| 1999 | Anywhere but Here          | Sarah                   |              |
| 2000 | The Indescribable Nth      | Doris (voz)             | Cortometraje |
| 2000 | What Women Want            | Alex Marshall           |              |
| 2001 | Recess: The Movie          | Gretchen Grundler (voz) |              |
| 2001 | Rustin                     | Lee Wolford             |              |
| 2003 | The Failures               | Lilly Kyle              |              |
| 2004 | Killer Diller              | Angie                   |              |
| 2004 | King of the Corner         | Elena Spivak            |              |
| 2005 | Nearing Grace              | Merna Ash               |              |
| 2006 | The Pity Card              | Gretel                  | Cortometraje |
| 2006 | Fast Food Nation           | Amber                   |              |
| 2006 | Grad Night                 | Estudiante              |              |
| 2007 | The Brothers Solomon       | Patricia                |              |
| 2008 | Pie'n Burger               | Holly                   | Cortometraje |
| 2008 | Otis                       | Riley Lawson            |              |
| 2008 | Columbus Day               | Alana                   |              |
| 2009 | Spread                     | Eva                     |              |
| 2009 | Punching the Clown         | Tracy                   |              |
| 2010 | Alleged                    | Rose Williams           |              |
| 2011 | The Help                   | Mary Beth Caldwell      |              |
| 2012 | Los Vengadores             | Camarera Beth           |              |
| 2012 | Mucho ruido y pocas nueces | Margaret                |              |
| 2015 | Paradox                    | Sophie                  |              |
| 2019 | Limited Partners           |                         |              |

### Televisión
| Año         | Título                                                      | Papel                                         | Notas                                                                                       |
| ----------- | ----------------------------------------------------------- | --------------------------------------------- | ------------------------------------------------------------------------------------------- |
| 1990–1992   | Growing Pains                                               | Chrissy Seaver                                | 47 episodios                                                                                |
| 1993        | Men Don't Tell                                              | Cindy                                         | Película de TV                                                                              |
| 1993        | In the Shadows, Someone's Watching                          | Chica ciega                                   | Película de TV                                                                              |
| 1993        | The Town Santa Forgot                                       | Nieta (voz)                                   | Película de TV                                                                              |
| 1993–1994   | Phenom                                                      | Mary Margaret Doolan                          | 22 episodios                                                                                |
| 1994        | All-American Girl                                           | Casey Emmerson                                | 12 episodios                                                                                |
| 1995        | Roseanne                                                    | Lisa                                          | Episodio: "The Blaming of the Shrew"                                                        |
| 1995        | Annie: A Royal Adventure!                                   | Annie                                         | Película de TV                                                                              |
| 1995–1996   | Maybe This Time                                             | Gracie Wallace                                | 18 episodios                                                                                |
| 1996–1998   | Jumanji                                                     | Peter Shepherd (voz)                          | 40 episodios                                                                                |
| 1997        | Moloney                                                     | Katherine 'Kate' Moloney                      | 3 episodios                                                                                 |
| 1997        | Wings                                                       | Rebecca                                       | Episodio: "Ms. Write"                                                                       |
| 1997–2001   | Recess                                                      | Gretchen Grundler (voz)                       | 129 episodios                                                                               |
| 1998        | Kelly Kelly                                                 | Maureen Kelly                                 | 7 episodios                                                                                 |
| 1998        | ER                                                          | Dana Ellis                                    | Episodio: "They Treat Horses, Don't They?" Episodio: "Vanishing Act"                        |
| 1999        | Partners                                                    | Janie                                         | Película de TV                                                                              |
| 2000        | The Growing Pains Movie (Los problemas crecen: La película) | Chrissy Seaver                                | Película de TV                                                                              |
| 2001        | Recreo Especial Navideño: Milagro en la calle tres          | Gretchen Grundler (voz)                       | Video                                                                                       |
| 2002        | In the Echo                                                 |                                               | Película de TV                                                                              |
| 2002        | Lloyd in Space                                              | Violet (voz)                                  | Episodio: "The Big Sleepover"                                                               |
| 2002        | Roswell                                                     | Eileen Burrows                                | Episodio: "Panacea" Episodio: "Chant Down Babylon"                                          |
| 2002        | Ally McBeal                                                 | Serena Feldman                                | Episodio: "Heart and Soul"                                                                  |
| 2002        | Providence                                                  | Daphne Wallace                                | 3 episodios                                                                                 |
| 2002        | Touched by an Angel                                         | Natalie                                       | Episodio: "Bring on the Rain"                                                               |
| 2002        | The Guardian                                                | Betsy Fortunato                               | Episodio: "Sacrifice"                                                                       |
| 2003        | Kidz History: The Revolutionary War                         | Colono                                        | Video                                                                                       |
| 2003        | Recreo: Abajo los grandes                                   | Gretchen (voz)                                | Video                                                                                       |
| 2003        | Recreo: ¡Ya están en 5°!                                    | Gretchen (voz)                                | Video                                                                                       |
| 2003        | Married to the Kellys                                       | Shari                                         | Episodio: "Lewis May Have a Girlfriend"                                                     |
| 2004        | Married to the Kellys                                       | Shari                                         | Episodio: "Chris and Mary Fight"                                                            |
| 2004        | Sweden, Ohio                                                |                                               | Película de TV                                                                              |
| 2004        | Growing Pains: Return of the Seavers                        | Chrissy Seaver                                | Película de TV                                                                              |
| 2004–2005   | Super Escuadrón Ciber Monos Hiperfuerza ¡Ya!                | Jinmay (voz)                                  | 6 episodios                                                                                 |
| 2004–2006   | Teen Titans                                                 | Terra (voz)                                   | 6 episodios                                                                                 |
| 2004–2010   | King of the Hill                                            | Emily / Jamie                                 | 7 episodios                                                                                 |
| 2006        | Lilo y Stitch: La Serie                                     | Gretchen Gundler (voz)                        | Episodio: "Lax: Experiment #285"                                                            |
| 2007        | Monk                                                        | Susie the Maid                                | Episodio: "Mr. Monk Is at Your Service"                                                     |
| 2007        | CSI: Crime Scene Investigation                              | Dreama Little                                 | Episodio: "Ending Happy"                                                                    |
| 2007        | Heartland                                                   | Rebecca Colton                                | Episodio: "Mother & Child Reunion"                                                          |
| 2008        | Dirt                                                        | Sharlee Cates                                 | 4 episodios                                                                                 |
| 2008        | The Middleman                                               | Eleanor Draper                                | Episodio: "The Ectoplasmic Panhellenic Investigation"                                       |
| 2008        | Raising the Bar                                             | Elise Denton                                  | Episodio: "Hang Time"                                                                       |
| 2008        | The Mentalist                                               | Clara Tennant                                 | Episodio: "Seeing Red"                                                                      |
| 2008–2010   | Ben 10: Fuerza Alienígena                                   | Gwen Tennyson / Varios personajes (voz)       | 45 episodios                                                                                |
| 2009        | Dollhouse                                                   | Wendy / Caroline / Hayden Leeds               | Episodio: "Omega" Episodio: "Echo"                                                          |
| 2009        | Cold Case                                                   | Grace Stearns                                 | Episodio: "The Crossing"                                                                    |
| 2010        | Funny or Die Presents...                                    | Girlfriend                                    | Episodio: "1.1"                                                                             |
| 2010        | Lie to Me                                                   | Valerie                                       | Episodio: "Beat the Devil"                                                                  |
| 2010        | Drunk History                                               | Elizabeth Hamilton                            | Episodio: "Drunk History Vol. 1: Con Michael Cera"                                          |
| 2010        | Christmas Cupid                                             | Jenny                                         | Película para TV                                                                            |
| 2010–2012   | Ben 10: Ultimate Alien                                      | Gwen Tennyson / Varios (voz)                  | Más de 51 episodios                                                                         |
| 2011        | In Plain Sight                                              | Sarah Collins / Sarah Peterschwim             | Episodio: "Something A-mish"                                                                |
| 2011        | Pound Puppies                                               | Toyoshiko                                     | Episode: "Toyoshiko! Bark Friend Machine"                                                   |
| 2011        | The Killing                                                 | Amber Ahmed                                   | 6 episodios                                                                                 |
| 2012        | Private Practice                                            | Kelly                                         | Episodio: "The Time Has Come"                                                               |
| 2012        | Drop Dead Diva                                              | Veronica Kramer                               | Episodio: "Road Trip"                                                                       |
| 2012        | Pound Puppies                                               | Gina                                          | Episode: "The Super Secret Pup Club"                                                        |
| 2012        | Ben 10: Omniverse                                           | Gwen Tennyson de once y diecisiete años (voz) | Varios episodios Únicamente en siete episodios como invitada                                |
| 2013        | The High Fructose Adventures of Annoying Orange             | Jenny Applesauce (voz)                        |                                                                                             |
| 2013        | Pound Puppies                                               | Amelia Giblet                                 | Episodio: "Fright at the Museum" Episodio: "When Niblet Met Giblet                          |
| 2013-2016   | Teen Titans Go! (serie animada)                             | Terra (voz)                                   | Episodios: "Terra-ized", "Be Mine", "Rocks and Water" y "Operation Dude Rescue Parts 1 y 2" |
| 2015 - 2020 | Blindspot                                                   | Patterson Leung                               |                                                                                             |
| 2019        | Infinity Train                                              | Tulip / Reflejo Tulip (voz)                   |                                                                                             |
| 2023        | The Last of Us                                              | Anna                                          | Episodio: "Look for the Light"                                                              |

### Videojuegos
| Año  | Título                                    | Papel         | Notas                                                                           |
| ---- | ----------------------------------------- | ------------- | ------------------------------------------------------------------------------- |
| 2005 | Los Jóvenes Titanes                       | Terra         |                                                                                 |
| 2008 | Ben 10: Fuerza Alienígena                 | Gwen Tennyson |                                                                                 |
| 2009 | FusionFall                                | Gwen Tennyson |                                                                                 |
| 2009 | Ben 10 Fuerza Alienígena: Vilgax Ataca    | Gwen Tennyson |                                                                                 |
| 2010 | Ben 10 Fuerza Alienígena: The Rise of Hex | Gwen Tennyson |                                                                                 |
| 2010 | Ben 10 Ultimate Alien: Cosmic Destruction | Gwen Tennyson |                                                                                 |
| 2011 | Cartoon Network: Punch Time Explosion     | Gwen Tennyson |                                                                                 |
| 2013 | The Last of Us                            | Ellie         | Premio VGX por Mejor Actriz de Doblaje Premio BAFTA por Mejor Actriz de Doblaje |
| 2015 | Tales from the Borderlands                | Gortys        |                                                                                 |
| 2016 | The Witness                               |               |                                                                                 |
| 2018 | Minecraft Story Mode                      | Petra         |                                                                                 |
| 2020 | The Last of Us Part II                    | Ellie         |                                                                                 |